# ديليسيت

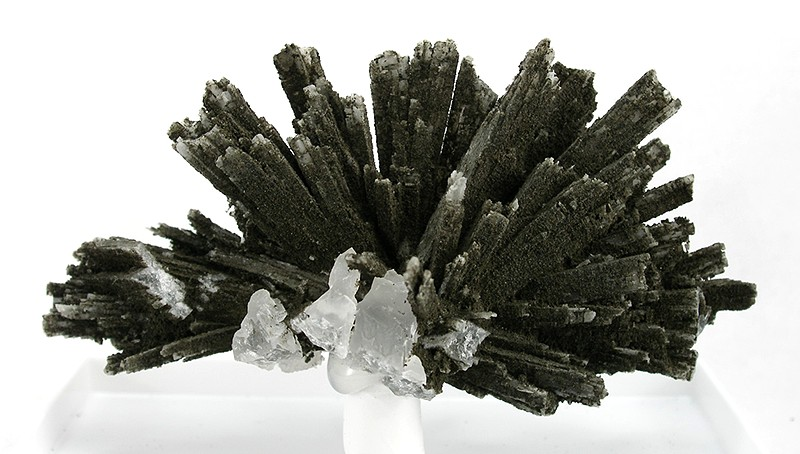

الديليسيت (بالإنجليزية: Delessite )‏ عبارة عن تشكيلة معدنية ، وشكل غني بالمغنسيوم من الشاموسيت وهو عضوء من مجموعة الكلوريت . يمتلك الديليسيت الصيغة : (Mg,Fe,Fe,Al)(Si,Al)4O10(O,OH)8.